# Miane
Miane (IPA: /miˈane/, Miane in veneto) è un comune italiano di 2 954 abitanti della provincia di Treviso in Veneto.

## Geografia fisica
Il territorio di Miane si trova nella zona settentrionale della provincia, presso il confine con Belluno. Il territorio è dunque caratterizzato dalla presenza di rilievi di varia entità, dalle modeste moreniche dell'area centromeridionale alle prealpi Bellunesi della zona settentrionale, che qui culminano con i 1.438 m s.l.m. del monte Cimon. Ai rilievi si alternano però valli e pianori sui quali sono sorti i principali centri abitati.
Il capoluogo comunale è situato grossomodo al centro del territorio, disteso su una valle collaterale della Vallata e segnata dai corsi dei torrenti San Pietro e Visnà. A sudovest, arroccata sulle pendici del Cimon, si trova Combai. Nell'angolo sudorientale, sul fondo di un'altra valle solcata dall'omonimo torrente, si trova Campea, mentre Premaor è localizzata sudest, presso un pianoro alla riva destra del Soligo.

## Storia
Si suppone che l'eponimo di Miane fosse un certo Aemilius, soldato veterano romano: una conferma delle quasi certe origini romane di questo centro della pedemontana. Sembra, infatti, che Miane sia nato come pagus romano, dipendente da un municipium, ciò si può evincere dalla prossimità di Miane con Ceneda che, ai tempi della Roma repubblicana, era un centro di discreta rilevanza, e dalla vicinanza con la strada Claudia Augusta, grande arteria lungo la quale sono sorti numerosi paesi.
Pare che a Miane, con il diffondersi del Cristianesimo, si trovasse un luogo di culto a cui facevano riferimento i fedeli delle zone limitrofe, così che, la cittadina, si trovò a rappresentare un centro di coesione spirituale prima ancora che commerciale o amministrativo.
La discesa dei barbari (IV secolo d.C. circa), turbò l'ordine che i romani avevano impresso alla zona, ma lasciò intatto il frazionamento ecclesiastico in pievi e cappelle: da qui la nascita della Pieve di S. Maria di Miane, che stava sotto Treviso, e delle cappelle di Visnà, Vergoman, Combai, Campea e Premaor.
Con l'ordinamento degli anni successivi queste cappelle vennero chiamate regole e ciascuna di esse venne posta sotto il governo di un meriga, spalleggiato da due giurati; la pieve, invece, divenne il centro del Comune.
Fino alla caduta della Serenissima questo ordinamento rimase immutato; durante il periodo napoleonico prima e quello austriaco poi, Miane fu retta da una Deputazione comunale.
Quando il Veneto venne annesso all'Italia, fatto salvo il ventennio fascista durante il quale fu tenuta da un Podestà, Miane assunse la medesima forma di amministrazione che presenta oggi.

### Simboli
Lo stemma comunale e il gonfalone sono stati concessi con decreto del presidente della Repubblica n. 1706 del 3 marzo 1988.
Il gonfalone è un drappo di bianco.

## Monumenti e luoghi d'interesse
Il centro di Miane raccoglie numerosi edifici di interesse storico.

### Architetture religiose

#### Chiesa arcipretale
La chiesa arcipretale (1878), che esibisce un altare maggiore in marmo ed un tabernacolo di grande pregio, nonché dipinti di Dall'Oglio, Bianchi, Bellucci e Balliana.
La chiesa è corredata dal campanile che, come si è scoperto in tempi recenti in seguito ad una ristrutturazione, è nato nel Quattrocento come torre di vedetta, evidentemente parte di un più complesso sistema difensivo, ed è stato successivamente trasformato in torre campanaria. Esso è molto simile a quello della chiesa dei Santi Pietro e Paolo a Soligo.

#### Santuario della Madonna del Carmine
In località Visnà si trova il santuario della Madonna del Carmine, consacrato nel 1824 e da sempre meta di devoti pellegrinaggi. L'antichissima chiesetta di San Pietro (1300), dalla candida e semplice facciata che, dopo essere stata l'originaria arcipretale di Miane è rimasta per anni in uno stato di abbandono e profanazione, da cui oggi, è stata fortunatamente risollevata.

#### Chiesette di San Vito e di San Michele
Sempre del Trecento sono le chiesette di San Vito a Visnà e San Michele in "Serra", la prima eretta come voto per scongiurare la peste, conserva una pala del Cinquecento raffigurante il santo patrono insieme a san Sebastiano e san Rocco.

#### Chiesetta di Sant'Antonio abate
Nella cinquecentesca chiesetta di Sant'Antonio abate a Vergoman si possono ammirare opere del Frigimelica e di Rossi nonché il moderno Sant'Antonio abate (1991) dipinto da Ernani Costantini. Nel 2013, durante alcuni lavori di ristrutturazione della chiesetta, sono stati scoperti alcuni affreschi databili al XV secolo.

#### La leggenda del "Capitel Vecio"
Un luogo leggendario è il "Capitel Vecio": si racconta che, forse nel 1100, la Madonna fosse apparsa ad un gruppo di pastori chiedendo loro la costruzione di un tempietto, questo sarebbe stato il nucleo originario della successiva Arcipretale, nucleo che si è riconosciuto in un sacello la cui datazione, però, resta problematica, poiché pare che gli affreschi che ne decorano le pareti siano antecedenti alla statuetta mariana scolpita da un pastore subito dopo l'apparizione. Successive sovrapposizioni pittoriche, inoltre, non hanno che aumentato la confusione intorno all'epoca di origine del tempietto, amplificando tuttavia l'aura di fascino, suggestione e mistero che lo circonda.

### Architetture civili

#### Carceri della Valmareno (Presòn)
Interessanti sono, inoltre, in località Forca, le antiche carceri della Valmareno, le cosiddette "Presòn": un edificio privato dall'inquietante struttura, con due celle con soffitto a volta illuminate da strette, minuscole finestrelle.

#### Villa Gera Minucci Bellati
Di fronte alla chiesa parrocchiale di Campea si trova una villa gentilizia dalle linee semplici ed eleganti, Villa Gera Minucci Bellati, ricca di arredi e di opere d'arte e al Seicento risale anche la Villa Bellati situata sulla collina che domina l'abitato di Premaor.

### Aree naturali

#### Frassino monumentale
In località Casera Faganello sorge un grande Fraxinus excelsior, la cui circonferenza è di 3,8 metri, per un'altezza di 26; è classificato nella lista dei circa 22.000 alberi monumentali italiani tutelati dalla guardia forestale e uno dei 16 dislocati in provincia di Treviso.

## Infrastrutture e trasporti
Miane è collegata al centro di Valdobbiadene  dalla linea n.121 di autobus della MOM: Valdobbiadene, Miane, Follina, Cison di Valmarino.

## Società

### Evoluzione demografica
Abitanti censiti

### Etnie e minoranze straniere
Al 31 dicembre 2023 gli stranieri residenti nel comune erano 274, ovvero il 8,8% della popolazione. Di seguito sono riportati i gruppi più consistenti:
1. Marocco 68
2. Macedonia del Nord 49
3. Romania 44
4. Albania 17
5. Brasile 17

## Economia
L’agricoltura viene ancora praticata: si coltivano viti, frutteti, cereali, foraggi e ortaggi. Si pratica anche l’allevamento, soprattutto di bovini, suini e avicoli. Le industrie presenti operano nei comparti tessile, meccanico, alimentare, dell’abbigliamento, cui si affiancano imprese impegnate nella lavorazione del legno e nella produzione lattiero-casearia. In relazione alle attività terziarie, la rete commerciale soddisfa i bisogni della comunità.

## Cultura

### Eventi
- gennaio: Festa di Sant'Antonio abate (Vergoman);
- aprile: Mostra del Vino Prosecco D.O.C. (Miane);
- maggio: "È Verdiso", Mostra del vino Verdiso (Combai);
- giugno: Festa degli Alpini presso il Rifugio "Posa Puner”;
- luglio: Festa della "Madonna del Carmine" (Miane);
- agosto: Sagra di San Rocco (Miane)
- settembre: Malghe a Miane;
- ottobre: Festa dei Marroni (Combai);[14]
- novembre: Festa di San Martino (Premaor); Rassegna Corale (Miane);
- dicembre: Festa di S. Andrea (Campea);
- Ogni biennio (anni dispari): Festival Internazionale di Musica e danza, organizzato da "AltaMarca Festival": rassegna internazionale di musica e folklore;
- Ogni mercoledì: mercato settimanale (Miane).

Dal 2002 Miane, grazie alla produzione del rinomato "Prosecco" e del tipico "Verdiso", fa parte dell'Associazione Nazionale Città del Vino.
Il Comune di Miane fa parte della "zona centrale" Colline del Prosecco di Conegliano e Valdobbiadene, inserite nell'elenco dei Patrimoni dell'umanità dell'UNESCO nel 2019.

## Amministrazione
| Periodo        | Periodo        | Primo cittadino    | Partito                                      | Carica  | Note   |
| -------------- | -------------- | ------------------ | -------------------------------------------- | ------- | ------ |
| 6 giugno 1985  | 22 giugno 1990 | Giovanni Lucchetta | DC                                           | Sindaco | [ 16 ] |
| 21 giugno 1990 | 24 aprile 1995 | Aldo Tonet         | PSI                                          | Sindaco | [ 17 ] |
| 24 aprile 1995 | 14 giugno 1999 | Giuseppe Buogo     | lista civica                                 | Sindaco | [ 18 ] |
| 14 giugno 1999 | 14 giugno 2004 | Claudio Mellere    | centro-sinistra (liste civiche)              | Sindaco | [ 19 ] |
| 14 giugno 2004 | 8 giugno 2009  | Claudio Mellere    | lista civica Uniti per Miane (centro-destra) | Sindaco | [ 19 ] |
| 8 giugno 2009  | 26 maggio 2014 | Angela Colmellere  | Lega Nord                                    | Sindaco | [ 20 ] |
| 26 maggio 2014 | 26 maggio 2019 | Angela Colmellere  | lista civica Un futuro per Miane             | Sindaco | [ 21 ] |

## Sport

### Ciclismo
Il Giro d'Italia 2009 del Centenario transitò per il territorio comunale di Miane nel corso della 3ª tappa da Grado a Valdobbiadene. La carovana rosa, proveniente da Pieve di Soligo, si diresse verso il traguardo attraverso Combai che fu considerato Gran Premio della Montagna di Terza Categoria a quota 391 m s.l.m. Il primo a scollinare fu Mauro Facci mentre in Maglia Rosa c'era Mark Cavendish.